# Kasla
Kasla (arab. كسلا) – nieistniejąca już arabska wieś, która była położona w Dystrykcie Jerozolimy w Mandacie Palestyny. Wieś została wyludniona i zniszczona podczas I wojny izraelsko-arabskiej, po ataku Sił Obronnych Izraela w dniu 16 lipca 1948.

## Położenie
Kasla leżała na szczycie wzgórza w północno-zachodniej części Judei. Według danych z 1945 do wsi należały ziemie o powierzchni 8 004 ha. We wsi mieszkało wówczas 280 osób.
| własność gruntów | powierzchnia gruntów (hektary) |
| ---------------- | ------------------------------ |
| Arabowie         | 8 001                          |
| Żydzi            | 0                              |
| publiczne        | 3                              |
| Razem            | 8 004                          |

| Rodzaj użytkowanych gruntów | Arabowie (hektary) | Żydzi (hektary) |
| --------------------------- | ------------------ | --------------- |
| uprawy oliwek               | 203                | 0               |
| uprawy nawadniane           | 440                | 0               |
| uprawy zbóż                 | 2 265              | 0               |
| nieużytki                   | 5 289              | 0               |
| zabudowane                  | 10                 | 0               |

## Historia
W czasach kananejskich istniało tutaj starożytne miasto Chesalon. W okresie panowania rzymskiego było ono nazywane Chesalon lub Cheslon.
W okresie panowania Brytyjczyków Kasla była małą wsią.
Na początku I wojny izraelsko-arabskiej w maju 1948 wieś zajęły arabskie milicje, które atakowały żydowską komunikację w okolicy. Podczas operacji Danny w dniu 16 lipca 1948 wieś zajęli izraelscy żołnierze. Zmusili oni wszystkich mieszkańców do opuszczenia wioski, a domy wysadzili.

## Miejsce obecnie
Tereny wioski Kasla stanowią od 1952 część moszawu Kesalon.